# Wilfried Tost

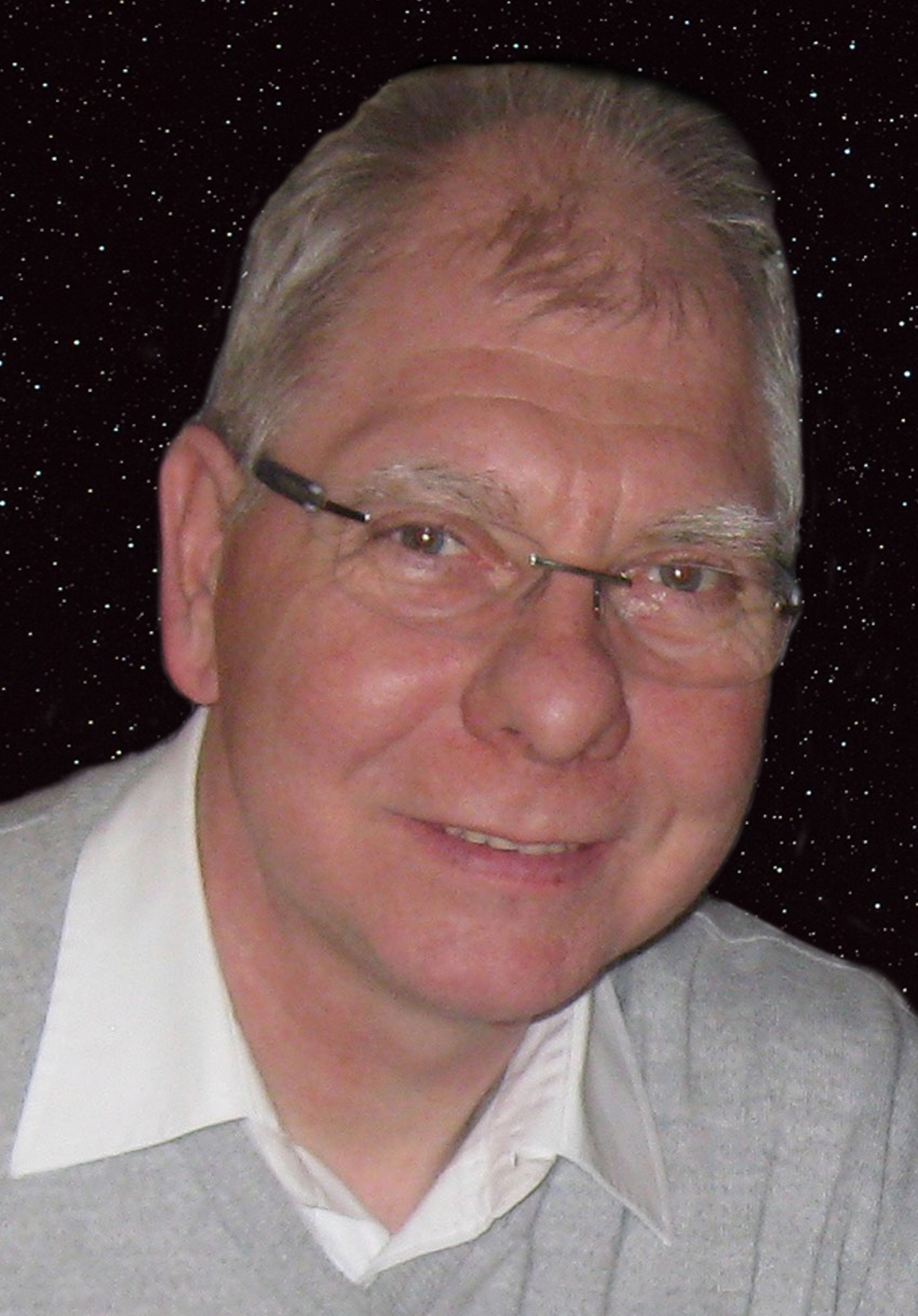
Wilfried Tost, 2013

Wilfried Tost (* 24. Dezember 1952 in Bad Oldesloe, Schleswig-Holstein; † 12. Januar 2014 in Berlin) war ein deutscher Mathematiker und Astronom.
Wilfried Tost besuchte bis 1972 das Technische Gymnasium Neumünster. Er studierte Mathematik und Informatik an der TU Berlin. 1980–1992 war er zuerst als Projekt-, dann als Abteilungsleiter in der Software-Entwicklung bei der H. Berthold-AG tätig. Ab 1992 arbeitete er als IT-Manager im Institut für Planetenforschung beim Deutschen Zentrum für Luft- und Raumfahrt (DLR). Hier war er an der wissenschaftlichen Auswertung der Daten planetarer Missionen beteiligt und nahm an Beobachtungskampagnen des Institutes zur Meteorsichtung in Deutschland, Österreich und Tschechien teil. Die Ergebnisse dieser Untersuchungen sowie weitere Themen der Raumfahrt und Planetenforschung vermittelte er an Universitäten, Schulen, Sternwarten und anderen Bildungseinrichtungen einer breiten Öffentlichkeit und publizierte sie in Zeitschriften (z. B. Interstellarum, Hefte 38–81).
Wilfried Tost war 1994–2000 2. Vorsitzender des Trägervereins des Planetariums am Insulaner und der Wilhelm-Foerster-Sternwarte, 2006 übernahm er nach Adolf Voigt die Leitung der Arbeitsgemeinschaft Berliner Mondbeobachter. Er digitalisierte den fotografischen Berliner Mondatlas und überführte ihn in den Jahren 2001 und 2002 in eine interaktive Form auf CD-ROM (ab 2002 auch für Internet, siehe Weblink).
Im Juli 2002 wurde er mit dem Asteroiden (13334) Tost geehrt (Liste der Asteroiden, Nummer 13001 bis 13500).
Von 1988 an lebte er mit seiner Frau und seinem Sohn in Berlin-Spandau. Er wurde auf dem Friedhof In den Kisseln beigesetzt.